# Чайбанча, Мит
Пичет Пумхем (тайск. พิเชษฐ ภูมิเหม; 28 января 1934, Пхетбури, Таиланд — 8 октября 1970, Паттайя, Таиланд), более известный как Митр Чайбанча (тайск. มิตร ชัยบัญชา) — тайский актёр и продюсер, с 1956 по 1970 снявшийся в 266 фильмах. Погиб 8 октября 1970, упав с вертолёта во время съёмок финальной сцены картины «Золотой орёл». На пике своей карьеры в 1960-х, Митр, вместе со своей женой Петчарой Чаоварат, был звездой тайского кинематографа. В тот период в стране выпускалось от 75 до 100 фильмов в год, и Митр исполнял главные роли почти в половине из них.

## Ранние годы
Митр родился в бедной семье. Его родители расстались, ещё когда актёр был младенцем. В возрасте восьми лет он вместе с матерью переехал в Бангкок, где был зачислен в школу тайкого бокса. В 1952 он стал чемпионом своей школы в лёгком весе и выиграл несколько титулов. После окончания средней школы учился в колледже Pranakhon College. Затем был принят в авиационную школу Королевских ВВС Таиланда, где выучился на пилота. После окончания этого заведения, работал лётным инструктором на авиабазе Don Muang Royal Thai Air Force Base.
В 1956 кто-то из друзей показал его фотографию журналисту по имени Кингкеу Кеупрасерт, который представил Митра Сурату Пуккавету (Surat Pukkawet), редактору киножурнала. В результате Митр снялся в своём первом фильме, Chart Sua (Инстинкт Тигра). После этого он решил сменить имя с Пичет Пумхем на Митр Чаибанча. После съёмок в Chao Nakleng (Глава гангстеров) он привлёк внимание кинофанатов.

## Личная жизнь
В 1959 году женился на девушке по имени Джарован. В 1961 у них родился сын Ютана. Так или иначе, брак закончился разводом.

## На пике славы
В 1961 Митр снялся в ленте Banthuk Rak Pimchawee (Любовный дневник Pimchawee), его первом фильме с участием актрисы Петчары Чаоварат (см. Petchara Chaowarat). Это стало началом наиболее популярного в Таиланде дуэта героя и героини фильмов. Вместе они снялись в 165.
Одним из самых успешных стал появившийся в 1970-х Monrak luk thung (тайск. มนต์รักลูกทุ่ง, или Магия любви в сельской местности), романтическая музыкальная комедия, прославляющая тайскую провинцию.
Митр был чрезвычайно занятым актёром. Он всё время перемещался с одной съёмочной площадки на другую и спал по 2-3 часа в сутки.
Другой его известный фильм, Pet Tad Pet (Операция Бангкок), снимался в Бангкоке и Гонконге, в числе актёров были Kecha Plianvitheee и Luecha Naruenart (в ролях злодеев), а также гонконгская звезда того времени, актриса Regina Piping.
Monrak luk thung стал одним из последних фильмов Митра. Он шёл в кинотеатрах тайской столицы целых шесть месяцев в 1970 и заработал 6 миллионов бат. Популярности ленты способствовали хорошо продававшийся альбом с саундтреком к ней и трагическая гибель Митра во время съёмок Insee Thong.

## Последний фильм
Insee thong был первым фильмом, в котором Митр выступил продюсером, а не только актёром. Он должен был возродить к жизни принёсшего ему популярность героя — борца с преступностью в маске по имени Insee Daeng (Красный Орёл), секретного альтер эго детектива-алкоголика Рома Риттикраи (Rom Rittikrai).
В последний день съёмок должна была сниматься сцена, в которой, согласно сценарию, одолевший преступников Митр улетает в закат на вертолёте. При работающей камере Митр схватился за верёвочную лестницу, спущенную с вертолёта, но смог добраться только до нижней её ступеньки. Не зная об этом, пилот вертолёта взлетал всё выше и выше. В конце концов Митр не удержался на лестнице и упал вниз. Всё это было заснято на камеру и даже показано в первой версии фильма. Затем смертельное падение удалили из версии для DVD, заменив его сценой улетающего Митра и текстом, появляющимся на экране и выражающим соболезнования.
В 1970 году случилась и другая смерть, подкосившая тайское кино. За несколько месяцев до гибели Митра Rattana Pestonji потерял сознание во время встречи с государственными чиновниками, с которыми пытался договориться о поддержке национального кинематографа. Спустя несколько часов он скончался.
Смерть Митра рассматривается как трагический инцидент. В интересах безопасности сцена должна была быть снята с двух дублей, причём первым могли стать манипуляции с лестницей на малой высоте и второй — уже на большой.

## Смерть и мемориальная усыпальница
В день его похорон, улицы, ведущие к буддистскому храму были заполнены людьми. Десятки тысяч хотели присутствовать на церемонии кремации своего кумира. На DVD-диске с фильмом Insee thong, выпущенном в Таиланде в 2005, она запечатлена как один из уникальных материалов. Тело Митра поддерживали так, чтобы желающие проводить его в последний путь могли увидеть взгляд звезды. Его пережили бывшая жена и сын.
Мемориальная усыпальница Митра находится на небольшой улице в Паттайе, на Jomtien Road за гостиницей Jomtien Palm Beach Hotel. Она открыта с 6 утра до 6 вечера каждый день. Внутри находится статуя Митра, держащего в правой руке пистолет, которая должна отражать множество сыгранных им ролей в кино. Стены увешаны фотографиями и другими знаками памяти. Желающие загадать желание делают это прямо в усыпальнице и потом, если оно сбывается, приносят туда символические дары.